# Buschkamp

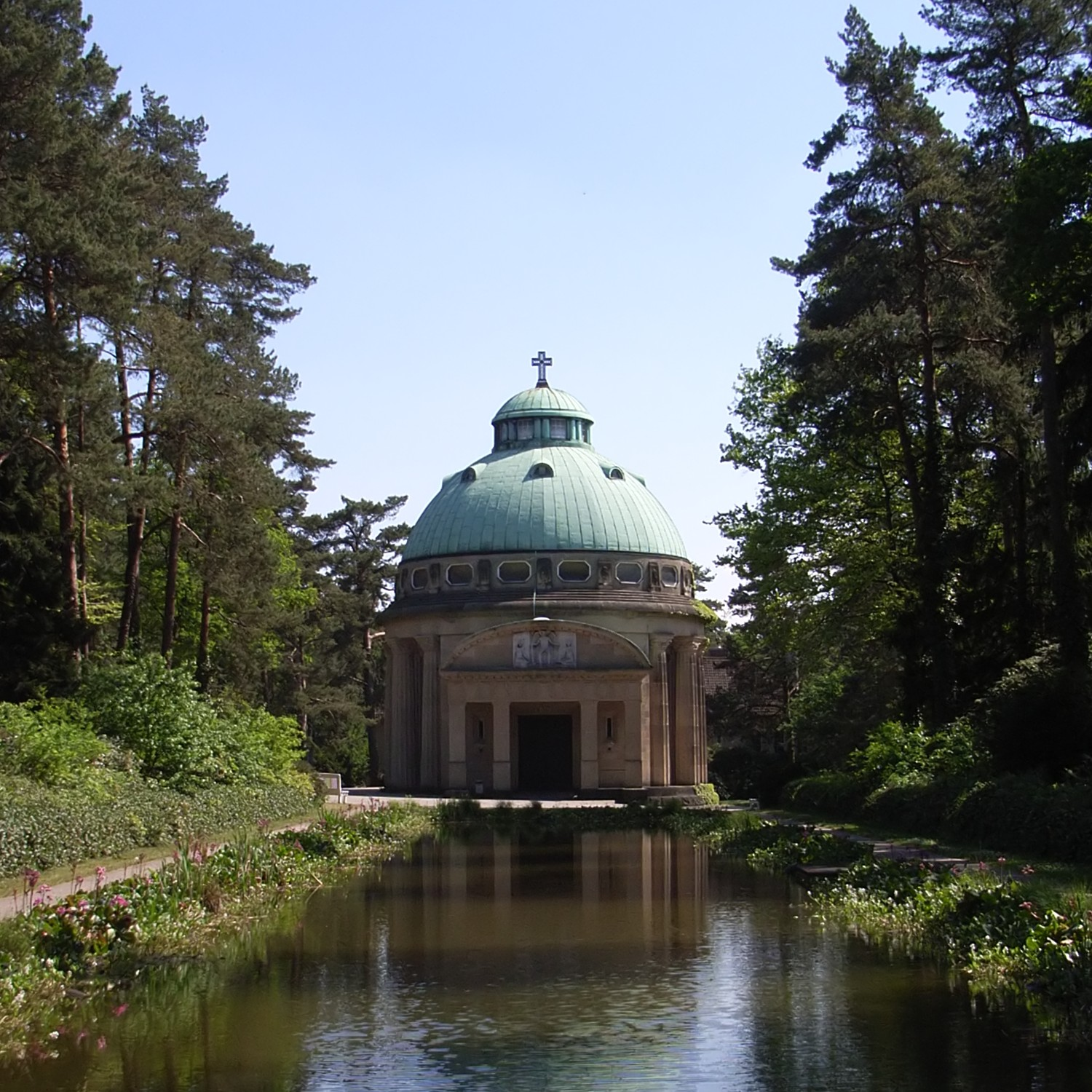
Alte Kapelle des Sennefriedhofs

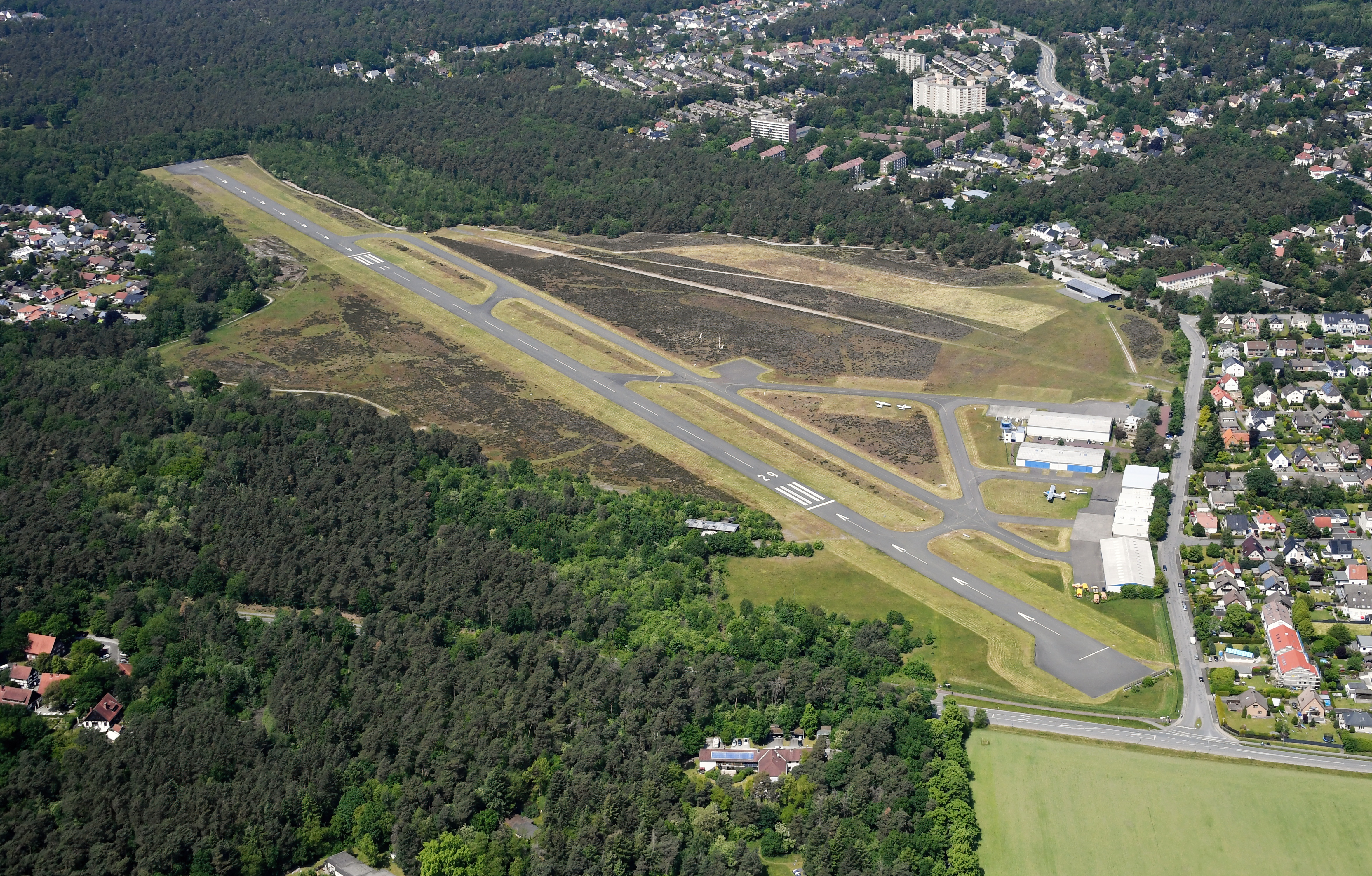
Flugplatz Bielefeld

Buschkamp ist ein Ortsteil im Stadtbezirk Senne der kreisfreien Stadt Bielefeld in Nordrhein-Westfalen.

## Geographie
Die Stadt Bielefeld ist unterhalb der zehn Bezirke nicht weiter in administrative oder politische Einheiten gegliedert. Stadtteile sind in Bielefeld daher nur informelle Teilgebiete, deren Abgrenzung sich meist auf das Gebiet einer Altgemeinde bezieht. Buschkamp war jedoch nie eine eigene Gemeinde, was die genaue Abgrenzung erschwert. Zu statistischen Zwecken ist Bielefeld jedoch in 72 „statistische Bezirke“ eingeteilt. Der informelle Stadtteil Buschkamp entspricht dabei im engeren Sinn in etwa dem statistischen Bezirk 70 Buschkamp/Togdrang. Darüber hinaus wird manchmal auch der statistische Bezirk Schillingshof als Teil von Buschkamp angesehen.
Buschkamp liegt in diesem weiten Sinn direkt südlich des Teutoburger Waldes und reicht bis in die nördlichen Ausläufer der Senne. Die Bebauung erstreckt sich beiderseits der Paderborner Straße, der ehemaligen Bundesstraße 68. Im Westen wird der Ortsteil durch den Sennefriedhof begrenzt, im Norden durch den Hauptkamm des Teutoburger Waldes, im Osten durch die A 2 und im Süden durch den Flugplatz Bielefeld. Teile des Ortsteils werden gemäß der statistischen Bezirke auch Togdrang bzw. Schillingshof genannt. Buschkamp ist neben Windelsbleiche und Windflöte einer der drei Siedlungsschwerpunkte des Stadtbezirks Senne.

## Geschichte
Der Ortsteil hat seinen Namen von einem Bauernhof, der früher an der Kreuzung B 68/Osningstraße stand und im nahegelegenen Museumshof Senne wieder aufgebaut wurde. Im Gebiet des Ortsteils, das seit jeher zur Gemeinde Senne I im Kreis Bielefeld gehörte, existierten früher nur Einzelhöfe, aber kein eigentlicher Dorfkern. Die planmäßige Bebauung begann in den 1920er-Jahren in der Nähe des Sennefriedhofs, unter anderem mit der Genossenschaftssiedlung Sennehof. Der überwiegende Teil der heutigen Bebauung ist nach dem Zweiten Weltkrieg entstanden. Seit 1973 gehört Buschkamp zur Stadt Bielefeld.

## Kirchen

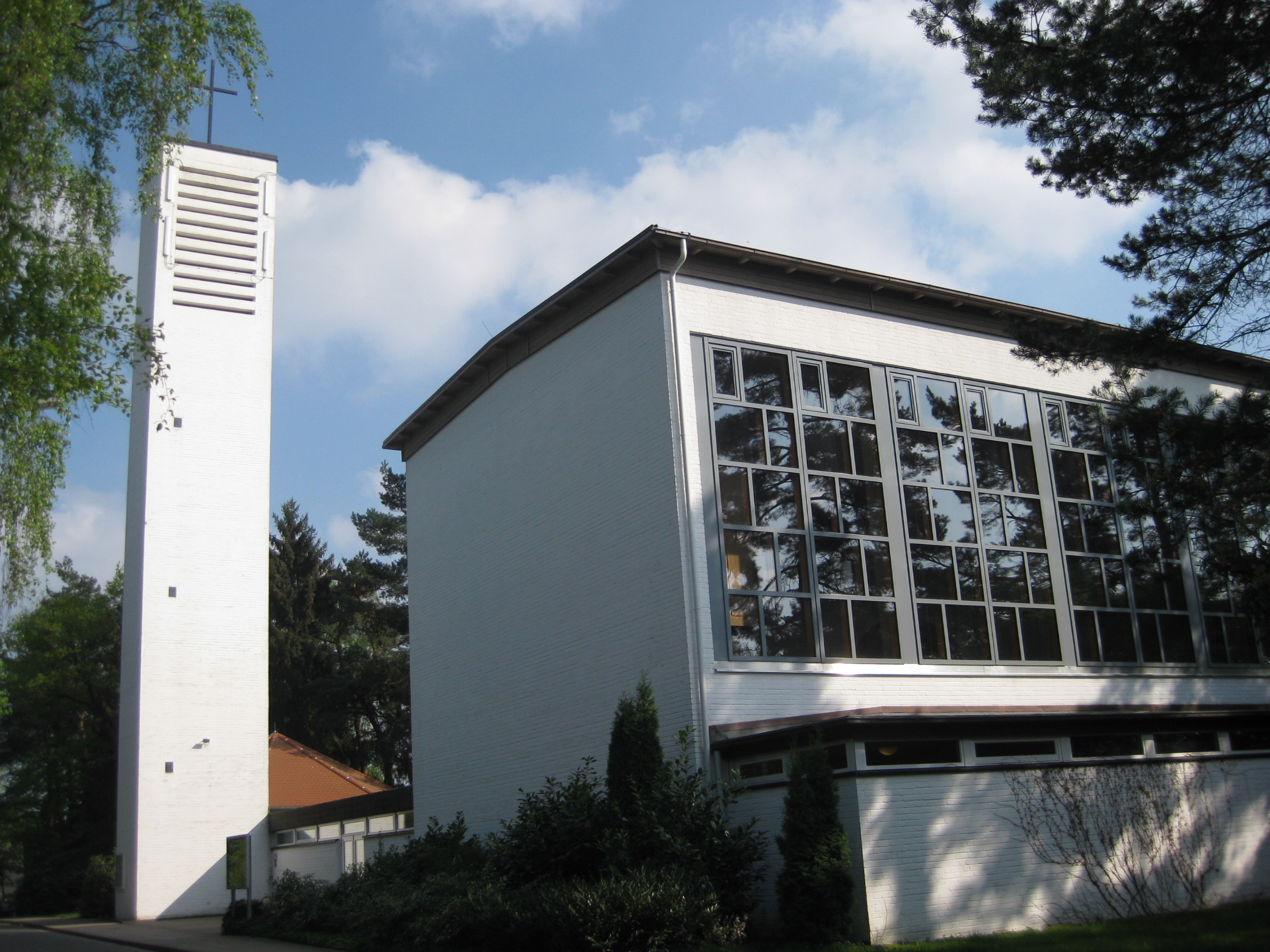
Friedenskirche

In Buschkamp liegen die evangelische Friedenskirche und die katholische Kirche Auferstehung Christi. 

## Museen
Im Südosten des Ortsteils liegt der Museumshof Senne, der aus mehreren hier wiederaufgebauten Bauernhäusern besteht, die heute teilweise als Restaurant genutzt werden.

## Friedhof
Der im Westen des Ortsteils gelegene Sennefriedhof ist mit rund 100 Hektar einer der größten Friedhöfe Deutschlands.

## Verkehr
Buschkamp ist mit der Innenstadt von Bielefeld durch die Linie 1 der Bielefelder Stadtbahn verbunden, deren Endstation am Sennefriedhof liegt. Von dort aus führen mehrere Buslinien durch den Ortsteil. Am südlichen Rand des Ortsteils liegt der Flugplatz Bielefeld.